# Alain Levié
Alain Levié (* 6. August 1938 in Nevers) ist ein ehemaliger französischer Autorennfahrer.

## Karriere im Motorsport
Alain Levié war in den 1970er-Jahren im Sportwagensport aktiv. Neben Einsätzen in diversen französischen Meisterschaften ging er international vor allem beim 24-Stunden-Rennen von Le Mans an den Start. Bei allen seinen Rennstarts in Le Mans war sein langjähriger Freund Jean-Marie Lemerle sein Teamkollege. Sein Debüt gab er 1975 mit dem 22. Rang im Schlussklassement. Dies blieb sein bestes Ergebnis bei diesem 24-Stunden-Rennen, wo er insgesamt sechsmal am Rennen teilnahm.
Abseits von Le Mans war sein bestes internationales Ergebnis der 17. Gesamtrang beim 6-Stunden-Rennen von Dijon 1979, einem Wertungslauf der Sportwagen-Weltmeisterschaft dieses Jahres.

## Statistik

### Le-Mans-Ergebnisse
| Jahr | Team               | Fahrzeug  | Teamkollege        | Teamkollege               | Platzierung     | Ausfallgrund      |
| ---- | ------------------ | --------- | ------------------ | ------------------------- | --------------- | ----------------- |
| 1975 | Jean-Marie Lemerle | Lola T292 | Jean-Marie Lemerle | Patrick Daire             | Rang 22         |                   |
| 1976 | Jean-Marie Lemerle | Lola T294 | Jean-Marie Lemerle | Patrick Daire             | nicht klassiert |                   |
| 1977 | Jean-Marie Lemerle | Lola T294 | Jean-Marie Lemerle | Pierre-François Rousselot | Ausfall         | Kraftübertragung  |
| 1978 | Jean-Marie Lemerle | Lola T294 | Jean-Marie Lemerle | Pierre-François Rousselot | Ausfall         | Chassis gebrochen |
| 1979 | Jean-Marie Lemerle | Lola T298 | Jean-Marie Lemerle | Jean-Pierre Malcher       | Ausfall         | Ölpumpe           |
| 1981 | Jean-Marie Lemerle | Lola T298 | Jean-Marie Lemerle | Max Cohen-Olivar          | Ausfall         | Elektrik          |

### Einzelergebnisse in der Sportwagen-Weltmeisterschaft
| Saison | Team               | Rennwagen           | 1   | 2   | 3   | 4   | 5   | 6   | 7   | 8   | 9   | 10  | 11  | 12  | 13  | 14  | 15  | 16  | 17  |
| ------ | ------------------ | ------------------- | --- | --- | --- | --- | --- | --- | --- | --- | --- | --- | --- | --- | --- | --- | --- | --- | --- |
| 1977   | Jean-Marie Lemerle | Lola T294           | DAY | MUG | DIJ | MON | SIL | NÜR | VAL | PER | WAT | EST | LEC | MOS | IMO | SAL | BRH | HOK | VAL |
| 1977   | Jean-Marie Lemerle | Lola T294           |     |     | DNF |     |     |     |     |     |     |     | DNF |     |     |     |     |     |     |
| 1978   | Jean-Marie Lemerle | Lola T294           | DAY | SEB | MUG | TAL | DIJ | SIL | NÜR | LEM | MIS | DAY | WAT | VAL | ROD |     |     |     |     |
| 1978   | Jean-Marie Lemerle | Lola T294           |     |     |     |     | DNF |     |     |     |     |     |     |     |     |     |     |     |     |
| 1979   | Jean-Marie Lemerle | Lola T296 Lola T298 | DAY | SEB | MUG | TAL | DIJ | RIV | SIL | NÜR | LEM | PER | DAY | WAT | SPA | BRH | ROA | VAL | ELS |
| 1979   | Jean-Marie Lemerle | Lola T296 Lola T298 |     |     |     |     | 17  |     |     |     | DNF |     |     |     |     |     |     |     |     |
| 1981   | Jean-Marie Lemerle | Lola T298           | DAY | SEB | MUG | MON | RIV | SIL | NÜR | LEM | PER | DAY | WAT | SPA | MOS | ROA | BRH |     |     |
| 1981   | Jean-Marie Lemerle | Lola T298           |     |     |     |     | DNF |     |     |     |     |     |     |     |     |     |     |     |     |